# 정유하
정유하( 1989년 12월 5일 ~ ) 대한민국의 영화배우이자 탤런트, 연극 배우이다.
•Jeong Yu-ha (1989 ~ December 5) is a Korean talent, actor, and model.
•She also appeared in the award-winning film of the 2019 Cannes Film Festival, "Parasite."
•She is an actress and model who has been sponsored by the advertising industry and is promoting her face with various products.

## 영화
•상업영화 commercial film
기생충 - 파티인원 역
청년경찰 - 클러버 역
밀정 - 동양인 녀 역
궁합 - 강희 여인 역
4교시 추리영역 - 여학생 1 역
•독립영화 independent film
외출 - 한태수 역 (주연)
정해진 시간 - 낯선여자 역 (주연)

## 드라마
KBS2 우아한 모녀 - 양간호사 역 (고정)
TV조선 레버리지 사기조작단 - 쫓겨나는 여자 역
MBC 특별근로감독관 조장풍 - 안선생 역
SBS 빅이슈 - 야간 간호사 역
TVN 라이브 - 면접녀 역
SBS - 수상한 파트너 - 김밥주인 역
MBC 자체발광오피스 - 은호원 친구 역
TVN 안투라지 - 호랑이굴엔터 직원 역 (고정)
TVN 치즈인더트랩 - 세현 역 (고정)
SBS 대박 - 기녀2 역

## 연극
기업극 성일홍 만들기 - 성지혜 역 (주연)
대학로 연극 Hot Girl - 조미리 역 (주연)
토끼와 포수 - 미영 역 (주연)

## CF
맥주광고 CASS - 서브 및 취업 준비생 역
야쿠르트 광고 프리미엄 쿠퍼스 - 서브
신발광고 Little Fox - 메인
•She is an actress and model who has been sponsored by the advertising industry and is promoting her face with various products.

## 뮤직영상
소녀시대 - 수영 메이트 & 여고생 역
윤하 - 윤하 언니 역 (메인)
SES - 고등학생 유진 역